# Júnior Baiano
Raimundo Ferreira Ramos Júnior, genannt Júnior Baiano (* 14. März 1970 in Feira de Santana), ist ein Fußballtrainer und ehemaliger brasilianischer Fußballspieler, der unter anderem bei Werder Bremen und in der brasilianischen Nationalmannschaft aktiv war.
Im Jahr 2001 wurde er wegen eines im Hinblick auf Kokain positiven Dopingtests für vier Monate gesperrt.

## Karriere

### Als Spieler

#### Verein
Der Innenverteidiger begann seine Laufbahn 1989 bei Flamengo Rio de Janeiro und kam über FC São Paulo 1995 zu Werder Bremen, für die er 32 Spiele in der Bundesliga absolvierte und dabei zwei Tore schoss. Nach einer Rekordsperre von zehn Wochen wegen eines Faustschlages in der ersten Runde des DFB-Pokals gegen den Leverkusener Niko Kovač wechselte er 1996 zu Flamengo zurück und spielte dort zwei Jahre.
Seine nächste Station war SE Palmeiras, anschließend spielte er noch für CR Vasco da Gama, Shanghai Shenhua in China, Internacional Porto Alegre und erneut bei Flamengo, bevor er 2005 sein Karriereende bekannt gab. Doch 2006 unterzeichnete er erneut einen Profivertrag beim brasilianischen Zweitligisten América FC aus Rio de Janeiro. 2007 wechselte er schließlich zu Brasiliense FC, für die er bis 2008 spielte. Anschließend wechselte er für ein kurzes Gastspiel zum Volta Redonda FC.
Die Saison 2009 spielte er für den Miami FC. Im Anschluss beendete er seine aktive Laufbahn.

#### Nationalmannschaft
Für die brasilianische Nationalmannschaft absolvierte Júnior Baiano 25 Spiele und schoss dabei zwei Tore. Im Finale der Fußball-Weltmeisterschaft 1998 in Frankreich stand der Verteidiger in der Startelf der Brasilianer und spielte bis Spielende durch. 1997 konnte er den Konföderationen-Pokal gewinnen.

### Als Trainer
2012 trainierte Júnior Baiano den Santa Helena EC. 2019 den Itumbiara EC und 2021 Central SC.

## Erfolge
- Brasilianischer Meister: 1992 mit Flamengo, 2000 mit Vasco
- Brasilianischer Pokalsieger: 1990 mit Flamengo, 1998 mit Palmeiras
- Copa Libertadores: 1999
- Konföderationen-Pokalsieger: 1997

## Auszeichnungen
- Bester Spieler der brasilianischen Liga 1997